# أوماتيلا (فلوريدا)
أوماتيلا (بالإنجليزية: Umatilla, Florida)‏ هي مدينة تقع في مقاطعة ليك (فلوريدا) بولاية فلوريدا في الولايات المتحدة. تبلغ مساحتها 7.9 (كم²)، وترتفع عن سطح البحر 30 م، بلغ عدد سكانها 2214 نسمة في عام 2000 حسب إحصاء مكتب تعداد الولايات المتحدة وتصل الكثافة السكانية فيها 280.3 نسمة/كم2.

## وصلات خارجية
- The City of Umatilla, Florida Website